# Abigail Sciuto
Abigail "Abby" Sciuto az NCIS című filmsorozat szereplője, akit Pauley Perrette alakít. Magyar hangja Böhm Anita.

## Abigail Sciuto
Az X-akták "The Lone Gunmen"-jének nyomában járó, technikaőrült Abby legalapvetőbb ismertetőjele a "spice gothic" stílusú öltözködése, beleértve a tetoválásokat, amelyekből akad a nyakán, kezén, hátán s más helyeken, amikre csak utal. Állítása szerint koporsóban alszik, s van egy halottas hintója is. Azonban Abby állandóan életvidám és derűlátó. A louisianai New Orleansban nőtt fel, siket szülők halló gyermekeként, így ismeri a jelbeszédet és szájról olvasni is tud. Szociológiából, kriminológiából és pszichológiából diplomázott jelesre a Louisinai Állami Egyetemen. A zenét hangosan szereti hallgatni. Abby rendkívül jól képzett szakterületén, de gyakran dolgozik együtt McGee ügynökkel, mikor a Gibbs csapata által szállított bizonyítékdarabok nem állnak össze. A törvényszéki tudományokhoz köthető bűnügyekkel szemben már-már vallásos buzgalmat mutat. Hisz az ufók létezésében. Mindenkivel jól kijön, különösen Gibbsszel.
Kiérdemelte a mesterdiplomát a Georgia State Universitytől kriminológiából és törvényszéki szakértésből (Perrette-nek is van mester diplomája kriminológiából, és körülutazta a valós NCIS-irodákat, hogy találkozzon egy valódi törvényszéki szakértővel; az érdeklődése a törvényszék iránt azonos az általa játszott karakterével).
Majdnem az összes tetoválás igazi, Pauley Perrette tényleg hordja őket, kivétel a kereszt a hátán és a pókháló a nyakán, ez utóbbit Belissario szerette volna olyan tetoválásnak, amely mindig látszik. Az öltözködési stílusába gyakran a miniszoknya és a csizma is beletartozik. Mindenkit szeret, és mindenki szereti, bár Zivával vannak néha konfliktusai. Néha hasonlít Gibbshez, mert szereti a koffeint, de ellentétben vele ő szódában issza (ez a Caf-Pow), nem pedig kávéban. Amikor Gibbsnek mond valami új infót egy üggyel kapcsolatban, mindig kap jutalmul Caf-Pow-t vagy egy puszit.
Rendkívül ért a szakmájához, ritkán fognak ki rajta a bizonyítékok, melyeket Gibbs csapata ad neki. A bizonyítékok kivizsgálását egyedül ő végzi, bár Tömeg-Spek Őrnagy segít neki.
Egyszer azt mondta McGee-nek, hogy „Én vagyok az egyetlen a világon, aki meg tudna ölni úgy, hogy utána semmi bizonyíték ne maradjon.”
Egy tudományos klubban is benne volt a gimiben. Utálja, ha Abigailnek szólítják, de Ducky kivételt élvez ez alól.
Az anyját Gloriának hívják. Van egy nagybácsija, Larry, akinek van egy bárja; egy nagyanyja, aki fiatalon olimpikon úszó volt, és egy öccse.
Ő az egyetlen, aki nem fél Gibbstől. A puszik (az arcon) és az ölelések, melyekkel számos epizódban megajándékozták egymást, plusz a tény, hogy Gibbs Abby kedvenc Caf-Pow italát szállítja sok alkalommal, a kapcsolatuk része. Gibbs vigyáz Abbyre, különösen, amikor az Öldd Meg Arit-ban Abbyt is meg akarják lőni, és amikor az exbarátja becserkészte őt (Vérfürdő).
Közeli barátja volt korábbi csapattársának, Kate-nek. Célzás is esett arra, hogy munka után együtt lógtak, és Kate beszélt arról is, hogy van egy pici tetoválása. Amíg a csapat a trauma után hallucinálta az elhunyt Kate-et, az Abby által elképzelt Caitlin goth-emberként tűnt fel, hosszú hajjal, és megvigasztalta őt.
Van egy listája az exbarátairól, beleértve a gemológus Benjamint, a NASA Hold-technikusát, Ashtont, de jó kapcsolatban van a többekkel is. Az egyik exbarátja (Mikel Mawher) rövid üzeneteket küldött neki, és becserkészte a Vérfürdőben. Abby egy kényszerzubbonyt ajándékozott neki születésnapjára.
Amikor Ziva csatlakozott a csapathoz, Abby hideg volt hozzá; aztán mégis jelentősen melegedett a kapcsolatuk, és néha meg is bízik Zivában.
Szerinte a 3 legrosszabb út a halálhoz: 1. Beleesni egy famorzsolóba. 2. Lávában megfulladni. 3. Egy farkas ebédjének lenni.
IM-álneve „Abbsolute” (a negyedik évadban, a Csontvázakban láthattuk).
Van egy kitömött, gallért viselő vízilova, Bert, mely szellentő hangot produkál, amikor megnyomják.
Néha hajlamos úgy gondolni, hogy Gibbs egy szellem, mert amikor valami új bizonyíték van, megjelenik.
Szeret zenét hallgatni a laborjában, a következő bandáktól: Suicide Commando, Brain Matter, Flesh Eating Foundation, Green Satan és Android Lust.
Öleléseket ad az embereknek, ha valami problémájuk van.